# Jorge Henríquez
Jorge Henríquez (Nechí, Colombia; 23 de febrero de 1985) es un exfutbolista colombiano. Jugó de guardameta.

## Clubes
| Club              | País      | Año         | Partidos |
| ----------------- | --------- | ----------- | -------- |
| Bajo Cauca F.C    | Colombia  | 2007 - 2008 | 13       |
| Alianza Petrolera | Colombia  | 2009 - 2014 | 102      |
| Chorrillo         | Panamá    | 2015 - 2016 | 17       |
| Valledupar F.C    | Colombia  | 2016        | 6        |
| Chorrillo         | Panamá    | 2016        | 17       |
| CD Universitario  | Panamá    | 2017 - 2018 | 9        |
| Deportivo Petare  | Venezuela | 2019        | 3        |

## Palmarés

### Campeonatos nacionales
| Título    | Club              | País     | Año  |
| --------- | ----------------- | -------- | ---- |
| Primera B | Alianza Petrolera | Colombia | 2012 |